# Mariano Berriex
Mariano Román Berriex (Quilmes, 29 aprile 1989) è un ex calciatore argentino, di ruolo centrocampista.

## Carriera
Ha giocato nella massima serie dei campionati cileno, cipriota, thailandese, indonesiano e boliviano.